# Abdoulie Manneh
Abdoulie Manneh (Tujereng, Gàmbia, 29 de setembre de 2004) és un futbolista professional gambià que juga al Mjällby AIF com a davanter centre. Va començar jugant al Wallidan, de la primera divisió gambiana.